# جيمس براون (رعي الغنم)
جيمس براون (بالإنجليزية: James Brown)‏ هو رعي الغنم أسترالي، ولد في 1819 في فايف (اسكتلندا) في المملكة المتحدة، وتوفي في 7 فبراير 1890.